# National Portrait Gallery
A National Portrait Gallery é uma galeria de arte localizada em Londres, Inglaterra. Foi aberta ao público em 1856. Abriga fotografias, caricaturas, pinturas, desenhos e esculturas de pessoas famosas, por exemplo a escritora J.K.Rowling.

## Descrição
Frequentemente ignorado em favor da National Gallery, ao lado, este fascinante museu conta o desenvolvimento britânico por meio de retratos. Há quadros de reis, rainhas, poetas, músicos, artistas, pensadores, heróis e vilões de todos os períodos desde o fim do século XIV.

## Colecção
As obras mais antigas encontram-se no quarto andar e incluem uma caricatura de Henrique VIII, feita por Hans Holbein e retratos de várias das suas desafortunadas mulheres, The Nativity with God the Father and the Holy Ghost (1740) de Giovanni Battista Pittoni.